# 1,1-Dibromoetano
1,1-Dibromoetano ou dibrometo de etilideno é um composto químico orgânicos com a fórmula C2H4Br2. É um líquido claro, levemente castanho e inflamável.

## Toxicologia
Não existem dados toxicológicos disponíveis, mas possivelmente é nocivo ser ingerido ou inalado. O composto 1,2- é listado como sendo tóxico por todas as vis. Muitos compostos halogenados de pequenas cadeias de carbonos (tais como o relacionado 1,2-dibromoetano) são suspeitos de serem carcinógenos, logo este composto deve ser manuseado com cuidados de um possível carcinógeno.

## Azeótropos
Forma azeótropos a 25% de concentração com ácido acético e ponto de ebulição de 103.70°C, e a 20% com 1-butanol e p.e. de 104.50°C.